# Браун, Спенсер (игрок в американский футбол, ноябрь 1998)
Спенсер Браун (англ. Spencer Brown; 13 ноября 1998, Уорриор, Алабама) — американский футболист, раннинбек клуба НФЛ «Каролина Пэнтерс». На студенческом уровне играл за команду Алабамского университета в Бирмингеме.

## Биография
Спенсер Браун родился 13 ноября 1998 года в Уорриоре в Алабаме. Один из четырёх детей в семье. Окончил старшую школу имени Мортимера Джордана в Кимберли, играл в составе её футбольной команды, в выпускной год был включён в состав сборной звёзд Бирмингема. После окончания школы поступил в Алабамский университет в Бирмингеме.

### Любительская карьера
В футбольном турнире NCAA Браун дебютировал в 2017 году. Он сыграл в тринадцати матчах сезона, по его ходу закрепившись в стартовом составе команды. На выносе Браун набрал 1329 ярдов, показав третий результат в истории университета, занёс 10 тачдаунов. По итогам года он был признан лучшим новичком конференции, вошёл в сборную новичков сезона по версии Ассоциации футбольных журналистов Америки.
В 2018 году Браун сыграл в стартовом составе в четырнадцати матчах, набрав 1227 ярдов. Его 16 тачдаунов стали новым рекордом команды. В финальном матче турнира конференции он набрал 156 ярдов с тачдауном и был признан самым ценным его игроком. В Бока-Ратон Боуле Браун сделал первый в карьере тачдаун на приёме. По итогам сезона он был включён в сборную звёзд конференции.
Часть сезона 2019 года он пропустил из-за травмы. В десяти сыгранных матчах Браун набрал 566 ярдов и занёс пять тачдаунов. По ходу турнира он стал рекордсменом команды по количеству сыгранных матчей с не менее чем 100 выносными ярдами. В сокращённом из-за пандемии COVID-19 сезоне 2020 года он провёл восемь игр с 889 ярдами и десятью тачдаунами. В финале конференции Браун набрал 149 ярдов и второй раз в карьере был назван его самым ценным игроком. Он стал первым в истории конференции игроком, добившимся такого успеха.
Суммарно за четыре сезона выступлений он набрал выносом 4011 ярдов, сделав 41 выносной тачдаун и 42 тачдауна вообще, а также провёл девятнадцать матчей не менее чем со 100 ярдами на выносе. Все эти показатели стали рекордами университета.

#### Статистика выступлений в NCAA
| Сезон | Команда      | Игры | Приём | Приём | Приём | Приём | Вынос | Вынос | Вынос | Вынос |
| Сезон | Команда      | Игры | Rec   | Yds   | Y/A   | TD    | Att   | Yds   | Y/A   | TD    |
| ----- | ------------ | ---- | ----- | ----- | ----- | ----- | ----- | ----- | ----- | ----- |
| 2017  | УАБ Блейзерс | 13   | 4     | 42    | 10,5  | 0     | 250   | 1329  | 5,3   | 10    |
| 2018  | УАБ Блейзерс | 14   | 8     | 20    | 2,5   | 1     | 272   | 1227  | 4,5   | 16    |
| 2019  | УАБ Блейзерс | 10   | 3     | 16    | 5,3   | 0     | 150   | 566   | 3,8   | 5     |
| 2020  | УАБ Блейзерс | 8    | 5     | 35    | 7,0   | 0     | 186   | 889   | 4,8   | 10    |
| Всего | Всего        | 45   | 20    | 113   | 5,7   | 1     | 858   | 4011  | 4,7   | 41    |

### Профессиональная карьера
На драфте НФЛ 2021 года Браун выбран не был. В мае он в статусе свободного агента подписал контракт с клубом «Каролина Пэнтерс». Начало регулярного чемпионата он провёл в тренировочном составе, а в основной был переведён в октябре, когда травму получил Кристиан Маккэфри. Браун вошёл в заявку команды на три матча, после чего снова был переведён в тренировочный состав. Следующую возможность проявить себя он получил в январе 2022 года, когда ряд игроков был вынужден пропускать игры из-за положительных тестов на COVID-19. Второго января Браун дебютировал в НФЛ в игре против «Нью-Орлеан Сэйнтс». Эта игра стала для него единственной в сезоне. После окончания чемпионата он подписал с клубом новый фьючерсный контракт, претендуя на место четвёртого раннинбека в составе.

#### Статистика выступлений в НФЛ

##### Регулярный чемпионат
| Сезон | Команда          | Игры | Приём | Приём | Приём | Приём | Вынос | Вынос | Вынос | Вынос |
| Сезон | Команда          | Игры | Rec   | Yds   | Y/A   | TD    | Att   | Yds   | Y/A   | TD    |
| ----- | ---------------- | ---- | ----- | ----- | ----- | ----- | ----- | ----- | ----- | ----- |
| 2021  | Каролина Пэнтерс | 4    | 0     | 0     | 0,0   | 0     | 0     | 0     | 0,0   | 0     |
| Всего | Всего            | 4    | 0     | 0     | 0,0   | 0     | 0     | 0     | 0,0   | 0     |